# Албековы
Албековы — древний дворянский род.
При подаче документов (1686) для внесения рода в Бархатную книгу, была предоставлена родословная роспись Албековых.

## История рода
Род происходит из Горской земли. Согласно преданию, происходят от пленного горца, который назывался Албек. Дмитрий Семёнович участник обороны Москвы (1618), пожалован вотчиной, служил в стряпчих (1640—1668), он и его сыновья владели поместьями в Московском уезде.
Двое представителей рода владели населёнными имениями (1699).

## Известные представители
- Албеков Семён Дмитриевич — стряпчий (1676), стольник (1686—1692).
- Албеков Лука Дмитриевич — стряпчий (1681).
- Албеков Никита Дмитриевич — стряпчий (1681), стольник (1688).
- Албековы: Михаил и Василий Дмитриевичи — стольники (1686—1692)[6].